# Pölkenstraße 1, 2 (Quedlinburg)

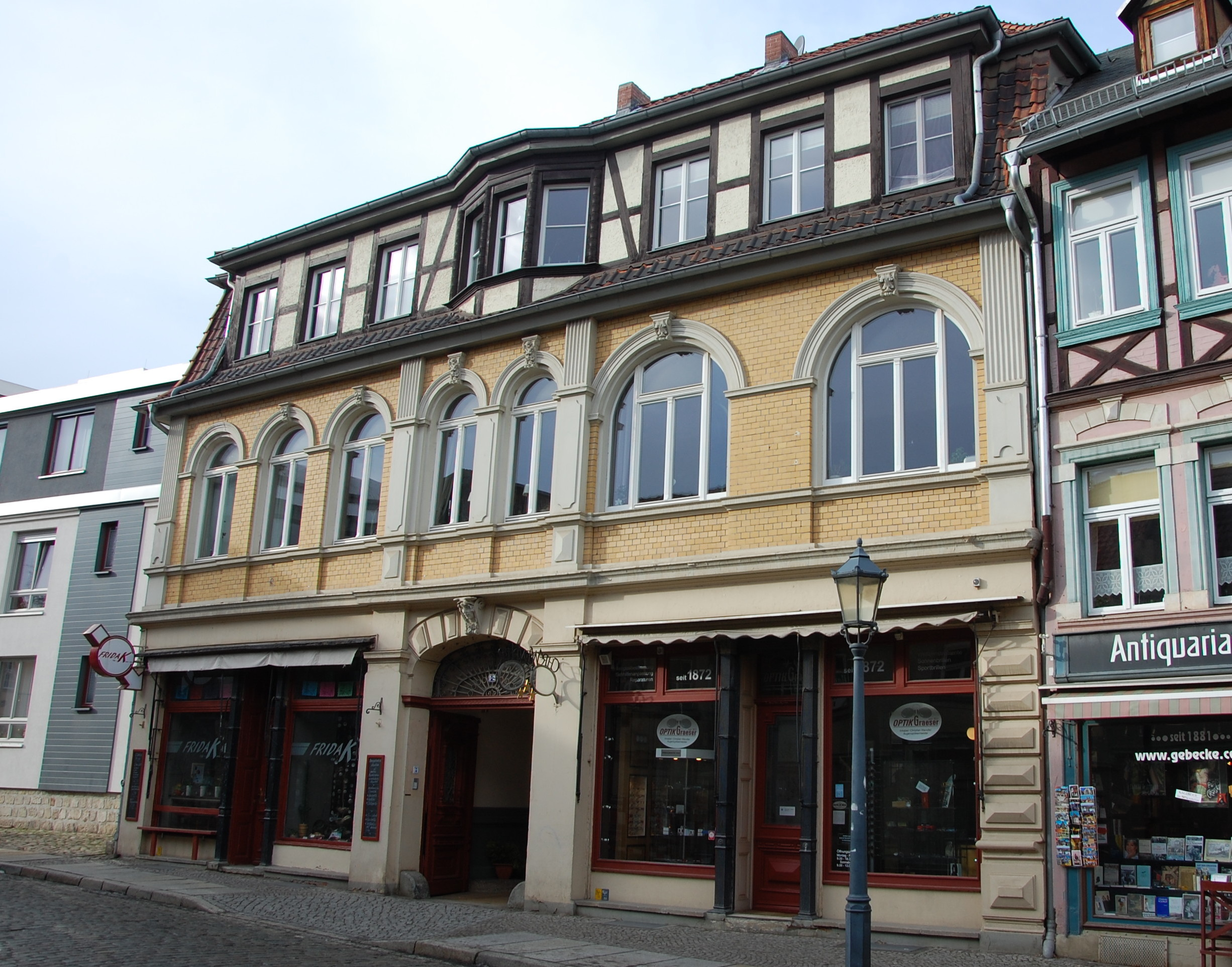
Haus Pölkenstraße 1, 2

Das Haus Pölkenstraße 1, 2  ist ein denkmalgeschütztes Gebäude in der Stadt Quedlinburg in Sachsen-Anhalt.

## Lage
Es befindet sich in der historischen Neustadt Quedlinburgs auf der Westseite der Pölkenstraße. Im Quedlinburger Denkmalverzeichnis ist das Gebäude als Wohnhaus eingetragen.

## Architektur und Geschichte
Das in massiver Bauweise errichtete Haus entstand in der Zeit um 1880. Die Fassade und die mittig angeordnete Tordurchfahrt sind im Stil des Historismus gestaltet. Es bestehen Blendbögen und Fensterarkaden. Bedeckt ist das Gebäude mit einem Mansarddach. Um 1920 wurde das Dachgeschoss ausgebaut und dort ein Sichtfachwerk eingefügt. 